# Jerry Ferrara
Jerry Ferrara (Nova York, 25 de novembro de 1979) é um ator americano. Ferrara destacou-se por seu trabalho como Sal, mais conhecido como "Turtle", na série de comédia Entourage, da HBO, que gira em torno de um ator jovem e rico e seu círculo íntimo de amigos.

## Biografia
Nascido no Brooklyn, em Nova York, Ferrara, que tem origem italiana, frequentou a Escola Secundária Abraham Lincoln.
Durante uma entrevista sobre seu papel no programa, Ferrara revelou que, quando contou a seus amigos íntimos que tinha conseguido um papel de destaque num piloto para a televisão, eles teriam lhe perguntado: "O que é um piloto?" O ator Kevin Connolly, um dos protagonistas da série, o descreveu como "muito domesticado", afirmando que ele provavelmente é, dos quatro principais atores da série, o que menos se parece com seu personagem. "Ele está como que 180 graus na direção oposta."
Ferrara fez uma participação especial como Turtle para um comercial da DirecTV; seu diálogo foi mixado com um clipe de um dos episódios de Entourage para um efeito cômico.

## Filmografia
| Ano  | Título                       | Papel             |
| ---- | ---------------------------- | ----------------- |
| 2008 | Eagle Eye                    | Jogador de pôquer |
| 2007 | Gardener of Eden             | Greek             |
| 2007 | Brooklyn Rules               | Bobby Canzoneri   |
| 2007 | Where God Left His Shoes     | Vinny             |
| 2006 | Scarface: The World Is Yours | Gerente do hotel  |
| 2004 | Cross Bronx                  | Vivo              |

### Televisão
| Ano       | Título             | Papel                  | Obs.                                    |
| --------- | ------------------ | ---------------------- | --------------------------------------- |
| 2004—     | Entourage          | Turtle                 | Elenco principal                        |
| 2004      | NYPD Blue          | Danny Puglisi          | Participação especial                   |
| 2002      | Leap of Faith      | Garoto                 | Participação especial                   |
| 2001–2002 | Grounded for Life  | Garoto nº 2/Drew       | Participação especial em dois episódios |
| 2001      | Maybe It's Me      | Papel não especificado | Participação especial                   |
| 2000      | City Guys          | Entregador             | Participação especial                   |
| 2000      | That's Life        | Estudante nº 2         | Participação especial                   |
| 2000      | The King of Queens | Joey                   | Participação especial                   |

2015|| Power ||